# Mamoudou Doumbouya
Diaboudouba Mamoudou "Doums" Doumbouya (2 gennaio 1992) è un giocatore di football americano francese che gioca nel ruolo di left tackle, attualmente free agent.
Dopo aver giocato per le giovanili e la prima squadra dei Flash de La Courneuve si è trasferito per due stagioni ai tedeschi Frankfurt Universe. È quindi rientrato in Francia ai Black Panthers de Thonon e da lì agli spagnoli Las Rozas Black Demons e nuovamente in Germania ai Berlin Rebels. Nella stagione 2023 ha giocato per i Paris Musketeers.

## Palmarès
- 1 World Games (2017)
- 2 EFL Bowl (Frankfurt Universe, 2016; Black Panthers de Thonon, 2017)
- 1 Casque  de Diamant (Black Panthers de Thonon, 2019)